# Agnese d'Asburgo (regina)
Agnese d'Asburgo (Vienna, 18 maggio 1281 – Königsfelden, 10 giugno 1364) è stata la moglie del re d'Ungheria Andrea III.

## Biografia
Era figlia di Alberto I d'Asburgo, e di sua moglie, Elisabetta di Tirolo-Gorizia.

## Matrimonio
Il 13 febbraio 1296 a Vienna, Agnese sposò Andrea III d'Ungheria. In seguito, con il sostegno di suo suocero, Andrea riuscì a sconfiggere la rivolta di Miklós Kőszegi e Máté III Csák, e occupò i castelli di Kőszeg e Presburgo, l'odierna Bratislava. Nel 1298 Andrea sostenne con le truppe la rivolta di suo suocero contro il re Adolfo di Germania.
Agnes odiava i tornei, ma amava i sermoni. Dal momento che era piccola di statura, indossava abiti che le sue sorelle non desideravano più, il che le faceva guadagnare lode per la modestia.
La morte di Andrea III il 14 gennaio 1301, a Buda, pose fine alla linea maschile degli Arpadi. Stephen Ákos, uno dei suoi contemporanei lo definì "l'ultimo ramoscello d'oro degli Arpadi".

### Vedovanza
A quel punto Agnese, vedova e senza figli, era ancora in grado di risposarsi e avere figli, ma non lo fece. Agnese divenne patrona dell'abbazia di Königsfelden nella contea del Tirolo, a cui donò un celebre paramento ricamato, che era stata fondata da sua madre in memoria del suo defunto marito. Agnese prese con sé la figliastra Elisabetta e andò a vivere lì in una piccola casa vicino al monastero. Era previsto che Elisabetta sposasse Venceslao III di Boemia, ma il matrimonio non si celebrò e Venceslao sposò Viola di Teschen. Lasciata libera, divenne una suora domenicana nel vicino monastero di Töss, dove divenne famosa per la sua santità.
Agnese è stata raffigurata come una persona molto devota. D'altra parte, secondo il Chronicon helveticum di Aegidius Tschudi del XVI secolo, vendicò l'omicidio di suo padre ordinando l'esecuzione e l'espulsione di 1000 persone (famiglie e seguaci dei suoi assassini), ma sembra che questo rapporto fosse basato in larga misura sulla propaganda svizzera anti-asburgo. A causa della sua buona reputazione, le è stato chiesto più volte di agire come mediatrice. Nel 1333, durante il Gümmenenkrieg, stabilì un trattato tra l'Austria e un certo numero di città e regioni svizzere. Nel 1351, risolse una disputa tra Basilea e Brema e nello stesso anno tra Alberto II, duca d'Austria e la Confederazione Svizzera. I suoi fratelli venivano spesso a trovarla a Königsfelden per chiedere consiglio.
È notissimo anche il Libro di preghiere di Agnese, il più antico libro di preghiere in tedesco.

## Morte
Morì il 10 giugno 1364 a Königsfelden e fu sepolta nel cimitero delle monache del monastero.

## Ascendenza
|                               |                              |                            | Genitori                 |  |  | Nonni |  |  | Bisnonni             |  |  | Trisnonni          |  |
|                               |                              |                            |                          |  |  |       |  |  | Alberto IV il Saggio |  |  | Rodolfo il Vecchio |  |
|                               |                              |                            |                          |  |  |       |  |  | Alberto IV il Saggio |  |  | Rodolfo il Vecchio |  |
|                               |                              | Agnese di Staufen          |                          |  |  |       |  |  | Alberto IV il Saggio |  |  |                    |  |
| Rodolfo I d'Asburgo           |                              |                            |                          |  |  |       |  |  | Alberto IV il Saggio |  |  |                    |  |
|                               |                              | Edwige di Kyburg           | …                        |  |  |       |  |  |                      |  |  |                    |  |
|                               |                              | Edwige di Kyburg           | …                        |  |  |       |  |  |                      |  |  |                    |  |
|                               |                              | Edwige di Kyburg           | …                        |  |  |       |  |  |                      |  |  |                    |  |
| Alberto I d'Asburgo           |                              | Edwige di Kyburg           |                          |  |  |       |  |  |                      |  |  |                    |  |
|                               |                              | Burcardo V di Hohenberg    | Burcardo IV di Hohenberg |  |  |       |  |  |                      |  |  |                    |  |
|                               |                              | Burcardo V di Hohenberg    | Burcardo IV di Hohenberg |  |  |       |  |  |                      |  |  |                    |  |
|                               |                              | Burcardo V di Hohenberg    | Valpurga di Aichelberg   |  |  |       |  |  |                      |  |  |                    |  |
| Gertrude di Hohenberg         |                              | Burcardo V di Hohenberg    |                          |  |  |       |  |  |                      |  |  |                    |  |
|                               |                              | Matilde di Tubinga         | Rodolfo II di Tubinga    |  |  |       |  |  |                      |  |  |                    |  |
|                               |                              | Matilde di Tubinga         | Rodolfo II di Tubinga    |  |  |       |  |  |                      |  |  |                    |  |
|                               |                              | Matilde di Tubinga         | ? di Ronsberg            |  |  |       |  |  |                      |  |  |                    |  |
| Agnese d'Asburgo              |                              | Matilde di Tubinga         |                          |  |  |       |  |  |                      |  |  |                    |  |
|                               | Mainardo I di Tirolo-Gorizia | Enghelberto III di Gorizia |                          |  |  |       |  |  |                      |  |  |                    |  |
|                               | Mainardo I di Tirolo-Gorizia | Enghelberto III di Gorizia |                          |  |  |       |  |  |                      |  |  |                    |  |
|                               | Mainardo I di Tirolo-Gorizia | Matilde di Andechs         |                          |  |  |       |  |  |                      |  |  |                    |  |
| Mainardo II di Tirolo-Gorizia | Mainardo I di Tirolo-Gorizia |                            |                          |  |  |       |  |  |                      |  |  |                    |  |
|                               |                              | Adelaide del Tirolo        | Alberto III di Tirolo    |  |  |       |  |  |                      |  |  |                    |  |
|                               |                              | Adelaide del Tirolo        | Alberto III di Tirolo    |  |  |       |  |  |                      |  |  |                    |  |
|                               |                              | Adelaide del Tirolo        | Uta di Frontenhausen     |  |  |       |  |  |                      |  |  |                    |  |
| Elisabetta di Tirolo-Gorizia  |                              | Adelaide del Tirolo        |                          |  |  |       |  |  |                      |  |  |                    |  |
|                               |                              | Ottone II di Baviera       | Ludovico I di Baviera    |  |  |       |  |  |                      |  |  |                    |  |
|                               |                              | Ottone II di Baviera       | Ludovico I di Baviera    |  |  |       |  |  |                      |  |  |                    |  |
|                               |                              | Ottone II di Baviera       | Ludmilla di Boemia       |  |  |       |  |  |                      |  |  |                    |  |
| Elisabetta di Baviera         |                              | Ottone II di Baviera       |                          |  |  |       |  |  |                      |  |  |                    |  |
|                               |                              | Agnese del Palatinato      | Enrico V del Palatinato  |  |  |       |  |  |                      |  |  |                    |  |
|                               |                              | Agnese del Palatinato      | Enrico V del Palatinato  |  |  |       |  |  |                      |  |  |                    |  |
|                               |                              | Agnese del Palatinato      | Agnese di Hohenstaufen   |  |  |       |  |  |                      |  |  |                    |  |
|                               |                              | Agnese del Palatinato      |                          |  |  |       |  |  |                      |  |  |                    |  |